# Hampton Beach (New Hampshire)
Hampton Beach ist ein Ferienort und ein Census-designated place in der Town of Hampton im Rockingham County im US-Bundesstaat New Hampshire. Die Volkszählung von 2020 erfasste 2.598 Einwohner. Der CDP wurde im Jahr 2010 erstmals vom Census definiert.

## Lage
Der Ort liegt bei den Koordinaten 42° 54' 52.36" Nord und 70° 48' 41.63" West auf einer Höhe von 2 Metern über dem Meeresspiegel nördlich der Mündung des Hampton Rivers am Golf von Maine. Die 3,9 km² große Fläche des Gebietes setzt sich zusammen aus 3,6 km² Land- und 0,6 km² Wasserfläche. Durch Hampton Beach verläuft die New Hamphire State Route NH-1A, von der die  NH-101 abzweigt, Hampton Beach mit der US-1 und dem Interstate 95 verbindet und über Exeter und Manchester nach Keene führt.